# Zacharias (Vater des Johannes)

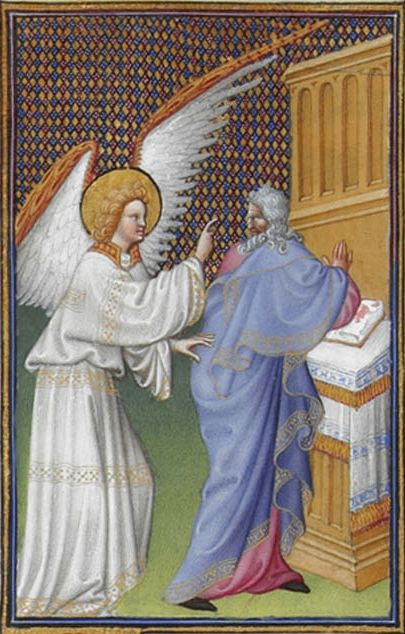
Der Erzengel Gabriel erscheint Zacharias (Frankreich, 15. Jh.)

Der Priester Zacharias ist eine Person des Neuen Testaments. Er lebte dem Lukasevangelium zufolge zur Zeit des Königs Herodes, war mit Elisabet verheiratet und ist der Vater von Johannes dem Täufer.

## Etymologie
Der Personenname Zacharias (altgriechisch Ζαχαρίας) ist die griechische Form des hebräischen Namens זְכַרְיָה zəkharjāh. Es handelt sich bei ihm um einen Verbalsatznamen, bestehend aus Subjekt (und zugleich theophorem Element) und Prädikat. Das Prädikat leitet sich von der Verbwurzel זכר zkhr, deutsch ‚sich erinnern‘ ab, das Subjekt יָה jāh ist eine Kurzform des Gottesnamens JHWH. Der Name lässt sich somit als „JHWH hat sich erinnert“ übersetzen.

## Biblische Erzählung
In der biblischen Erzählung wird die Geburt Johannes des Täufers seinem alten Vater Zacharias während seines Priesterdienstes im Tempel zu Jerusalem durch den Erzengel Gabriel angekündigt (Lk 1,5–25 ). Die priesterlichen Dienstpflichten im Tempel von Jerusalem wechselten alljährlich zwischen 24 Familienlinien, die König David eingesetzt hatte (1 Chr 24,1–19 ). In jener Woche war das Los für den Zutritt zum Allerheiligsten des Tempels auf Zacharias gefallen.
Während Zacharias im Tempel allein ist und vor dem Altar das Rauchopfer darbringt, erscheint ihm ein Engel Gottes. Er verkündet ihm, seine Frau werde einen Sohn gebären, der Johannes heißen soll. Dabei zitiert er die Ankündigung des Propheten Maleachi im letzten Buch der griechischen Bibel, mit der die Septuaginta endet (Mal 3,22–24 ).
Zacharias wendet ein, seine Frau sei unfruchtbar und außerdem zu alt. Er erbittet ein bestätigendes Zeichen. Als Antwort stellt sich der Engel als Gabriel vor, den Gott gesandt hat, um diese Ankündigung zu machen. Zacharias werde stumm bleiben und „nicht sprechen können, bis all dies geschehen ist“. Als Zacharias zu den wartenden Anbetern in den Vorhof des Tempels hinausgeht, kann er den üblichen Segen nicht sprechen.
In der Geburtsgeschichte (Lk 1,57–66 ) erfüllt sich die Verheißung des Engels. Zacharias kann erst wieder reden, nachdem er bei der Beschneidung seines Sohnes den von seiner Frau vorgeschlagenen Namen bestätigt hat. Ohne von der Verheißung des Engels zu wissen, hatte sie ihn ebenfalls „Johannes“ nennen wollen. Anschließend spricht Zacharias einen Lobgesang, der nach seinem lateinischen Incipit auch als Benedictus bezeichnet wird (Lk 1,67–79 ). Die vorübergehende Stummheit des Zacharias wird auch im mittelalterlichen Johannes-Hymnus von Paulus Diaconus thematisiert.

## In den Apokryphen
Im rezeptionsgeschichtlich sehr einflussreichen apokryphen Protoevangelium des Jakobus wird erzählt, ein (fiktiver) Hohepriester Zacharias habe bei einem Orakel im Jerusalemer Tempel die Ehe zwischen Maria (Mutter Jesu) und Josef angebahnt, indem er Letzteren unter den Witwern Judäas als Ehemann für die unter Zacharias’ Obhut im Tempel erzogene Jungfrau Maria auswählte. Der Hohepriester Zacharias wird in dieser Geschichte mit dem Vater des Täufers aus dem Lukasevangelium gleichgesetzt. In einem Anhang wird der Tod des Zacharias als Märtyrer geschildert: König Herodes lässt ihn im Vorraum des Tempels töten. Hierbei identifiziert das Protoevangelium die Gestalt des Zacharias aus dem Lukasevangelium mit der eines anderen in den kanonischen Evangelien erwähnten Priesters namens Zacharias (der Sohn des Barachias), der zwischen Tempel und Altar ermordet wurde (Mt 23,35 ; Lk 11,51 ).

## Im Koran
Auch im Koran wird Zakarīyā (زَكَرِيَّا) als Prophet Allahs genannt. Gemäß muslimischer Tradition wird seine Frau, die Mutter von Yaḥyā (يحيى; Johannes dem Täufer), Īschāʿ (إيشاع) genannt. Īschāʿ ist die Schwester von Hanna, der Mutter von Maryam (Maria), die ihrerseits die Mutter des Propheten ʿĪsā (Jesus) und als einzige Frau namentlich im Koran erwähnt ist. Motive aus dem Protoevangelium des Jakobus, möglicherweise vermittelt durch das arabische Kindheitsevangelium, sind in der muslimischen Überlieferung und im Koran wiederzuerkennen.

## Verehrung
Der Gedenktag für Zacharias in der katholischen Kirche ist der 23. September, in der evangelisch-lutherischen Kirche in Amerika, der Lutherischen Missouri-Synode und der orthodoxen, armenischen und koptischen Kirche der 5. September und in der syrisch-orthodoxen Kirche der erste der dort sechs Adventssonntage.
Ein Kopfreliquiar von Zacharias wird in Stift Stams an einem Seitenaltar gezeigt.